# Federația de Fotbal din Bangladesh
Federația de Fotbal din Bangladesh (bengaleză: বাংলাদেশ ফুটবল ফেডারেশন) sau BFF este forul ce guvernează fotbalul în Bangladesh. Se ocupă de organizarea echipei naționale și a altor competiții de fotbal din stat cum ar fi B.League. Sediul se află în Bhaban Motijheel, Dhaka lângă Stadionul Național Bangabandhu.